# Luther Carrington Goodrich
Luther Carrington Goodrich (chinesisch 傅路德, Pinyin Fù Lùdé * 21. September 1894, Tongzhou, Beijing, Qing-Reich; † 10. August 1986) war ein amerikanischer Sinologe und Historiker für die Geschichte Chinas. Als fruchtbarer Schriftsteller ist er vor allem bekannt als Verfasser des Dictionary of Ming Biography, 1368–1644.

## Leben
Luther Carrington Goodrich wurde am 21. September 1894, im Tongzhou, einer südöstlichen Vorstadt von Beijing, geboren, wo seine Eltern als protestantische Missionare tätig waren. Sein Vater, Chauncey Goodrich (* 1836), hatte 1891 bereits das A Pocket Dictionary (Chinese-English) and Pekingese Syllabary veröffentlicht. Zu einem Zweig der Familie gehörte der US-Senator Chauncey Goodrich sowie der Abgeordnete Elizur Goodrich. Diese waren Enkel des Urgroßvaters von Chauncey, Josiah (* 1731).
Als Kind erlebte er die Belagerung des Diplomatenviertels von Beijing (八国联军之役 - Bā Guó Lián jūn zhī yì, Siege of the International Legations) in Beijing. Auch im hohen Alter, als er wohl einer der letzten Augenzeugen war, konnte er sich noch an einige der Ereignisse erinnern. Er erhielt seine Schulausbildung an der Chefoo School in Yantai (Shandong), dann an der Oberlin Academy in Ohio und am Williams College, wo er 1917 seinen Abschluss erhielt. 1918 kurz nachdem die Vereinigten Staaten in den Ersten Weltkrieg eingetreten waren, ging Goodrich zur US Army und wurde nach Frankreich entsandt, wo er mit dem Chinese Labour Corps arbeitete. Die chinesischen Arbeiter wurden während des Kriegs nach Frankreich gebracht und beteiligten sich in den Nachkriegsjahren am Wiederaufbau des Landes.
1920 begann Goodrich seine Graduierung an der Columbia University, aber er ging bald darauf nach China, wo er für das China Medical Board der Rockefeller Foundation arbeitete. Er kehrte 1925 zurück an die Columbia und erwarb seinen Master (1927) und 1934 seinen Ph.D. Er blieb an der Columbia als Mitarbeiter und erhielt eine volle Professur 1945. Bis auf einige kurze Unterbrechungen als Visiting Professor in Institutionen im Ausland (wie zum Beispiel in Santiniketan in Indien, in Japan und in Australien) verbrachte er den Rest seiner Karriere an der Columbia University; auch nach seiner Emeritierung blieb er mit der Columbia University als Dean Lung Professor Emeritus für Chinesisch verbunden.
Im Laufe seiner akademischen Karriere veröffentlichte Goodrich zahlreiche Werke zur chinesischen Geschichte. 1956–1957 war er Präsident der Association for Asian Studies.

## Werke
- mit Henry C. Fenn: A Syllabus of the History of Chinese Civilization and Culture. The China Society of America, New York 1929.
- Chinese Studies in the United States. In: Chinese Social and Political Science Review. 15, April 1931, S. 62–77.
- The Literary Inquisition of Ch'ien-Lung. Baltimore: Waverly Press, American Council of Learned Societies Studies in Chinese and Related Civilizations 1935.
- mit Henry C. Fenn: A Syllabus of the History of Chinese Civilization and Culture. New York: The China Society of America, 3d, 1941.
- A Short History of the Chinese People. Harper, Rev. New York 1951.
- mit Ryusaku Tsunoda: Japan in the Chinese Dynastic Histories: Later Han through Ming Dynasties. South Pasadena Calif.: P.D. and I. Perkins, Perkins Asiatic Monographs 1951.
- Archaeology in China: The First Decades. In: The Journal of Asian Studies. 17.1, 1957: S. 5–15, doi:10.2307/2941331
- mit Henry C. Fenn: A Syllabus of the History of Chinese Civilization and Culture. New York: China Society of America, 6th, 1958.
- A Short History of the Chinese People. New York: Harper & Row, Harper Torchbooks University Library 3d, 1963.
- The Literary Inquisition of Ch'ien-Lung. New York: Paragon Book Reprint Corp., American Council of Learned Societies Studies in Chinese and Related Civilizations, 2d, 1966.
- mit W. A. C. Adie: A Short History of the Chinese People. London: Allen & Unwin, 3rd, 1969, ISBN 978-0-04-951015-9.
- mit Hans Widmann: Der Gegenwärtige Stand Der Gutenberg-Forschung. Hrsg. Von Hans Widmann. Mit Beiträgen von L. Carrington Goodrich [Et Al.]. A. Hiersemann, Bibliothek Des Buchwesens, Stuttgart 1972, ISBN 978-3-7772-7225-2.
- Arthur William Hummel, March 6, 1884-March 10, 1975. In: Journal of the American Oriental Society. 1975.
- mit Fang Zhaoying, ed.: Dictionary of Ming Biography, 1368–1644. Columbia University Press, New York 1976, ISBN 978-0-231-03801-0.
- übers.: Yüan Ch'ên, Hsing-Hai Chien: Western and Central Asians in China under the Mongols: Their Transformation into Chinese. Nettetal: Steyler Verlag Wort und Werk, Monumenta Serica Monograph Series, Paperback 1989, ISBN 978-3-8050-0243-1.